# フラストニク
フラストニク(Hrastnik)は、スロベニアの市である。